# Thymichthys politus
O peixe-mão-vermelho (Thymichthys politus) é uma espécie de peixe do gênero Thymichthys. Tem uma área de distribuição restrita, sendo exclusivo da Austrália e da Tasmânia. Estima-se que, atualmente, existam apenas mil indivíduos vivos.